# Gare de Kamakura
La gare de Kamakura (鎌倉駅, Kamakura-eki) est une gare ferroviaire de la ville de Kamakura, dans la préfecture de Kanagawa, au Japon. La gare est desservie par les lignes de la JR East et par le chemin de fer électrique d'Enoshima (Enoden).

## Situation ferroviaire
La gare de Kamakura est située au point kilométrique (PK) 53,9 de la ligne Yokosuka. Elle marque la fin de la ligne Enoden.

## Histoire
La gare a été inaugurée le 16 juin 1889.

## Services aux voyageurs

### Accès et accueil
La gare dispose d'un bâtiment voyageurs, avec guichets, ouvert tous les jours.

### Desserte

#### JR East
- Ligne  Yokosuka :
  - voie 1 : direction Kurihama
  - voie 2 : direction Ōfuna et Tokyo (interconnexion avec la ligne Sōbu pour Chiba)
- Ligne  Shōnan-Shinjuku :
  - voie 2 : direction Ōfuna, Shinjuku et Ōmiya

#### Enoden

Terminus de la ligne Enoden

- - voies 3 et 5 : direction Enoshima et Fujisawa